# Remerton
La ville de Remerton est située dans le comté de Lowndes, dans l’État de Géorgie, aux États-Unis. Sa population s’élevait à 1 123 habitants lors du recensement de 2010.

## Démographie
| 1960 | 1970 | 1980 | 1990 | 2000 | 2010  |
| ---- | ---- | ---- | ---- | ---- | ----- |
| 571  | 523  | 443  | 463  | 847  | 1 123 |

## Source
- (en) Cet article est partiellement ou en totalité issu de l’article de Wikipédia en anglais intitulé « Remerton, Georgia » (voir la liste des auteurs).